# Булавин, Кондратий Афанасьевич
Кондра́тий Афана́сьевич Була́вин  (1667, Салтов, Харьковский слободской казачий полк, Русское царство — 7 [18] июля 1708, Черкасск, Земля донских казаков, Русское царство) — атаман донского казачьего Бахмутского городка, позже войсковой атаман донских казаков, предводитель народного восстания (бунта).

## Биография
Родился в Салтове в семье сына боярского Афанасия Абакумовича Булавина, позже поверстанного в рейтары. Помимо Кондратия в семье было еще трое сыновей: Иван, Антип, Еким (Аким). Переселился на Дон после 1675 года и вступил в ряды донского казачества . В 1703 году стал атаманом донского казачьего Бахмутского городка и вскоре вступил в территориально-имущественный конфликт с слободским Изюмским полком за право варить соль у реки Бахмут .

## Восстание

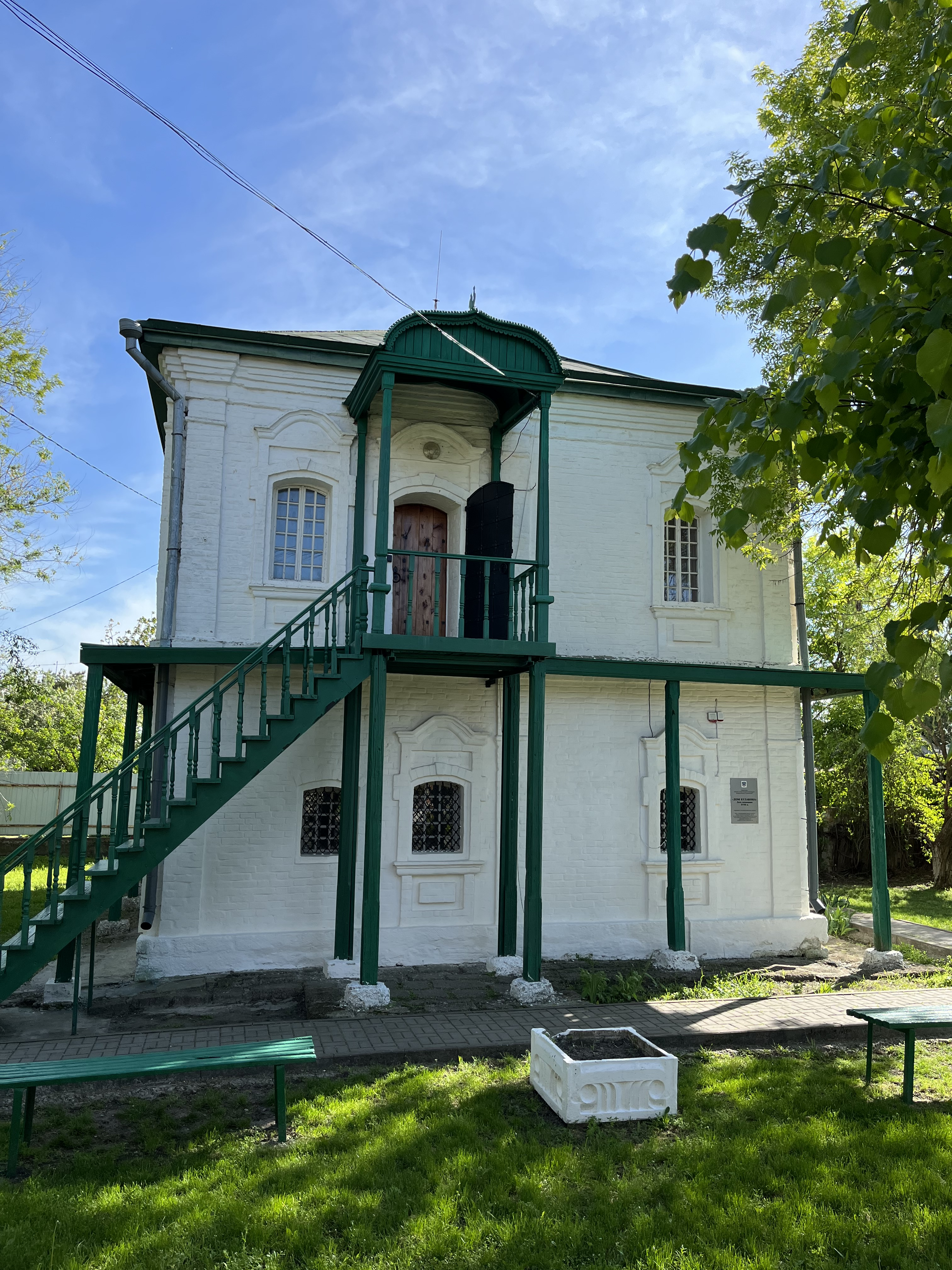
Дом атамана в станице Старочеркасской

Восстанию (бунту) предшествовал конфликт Войска Донского с Изюмским полком из-за спорных земель по реке Бахмут и её притокам, и расположенных там солеварен. При этом правительство поддерживало изюмских казаков, которые начали заниматься в том районе соляным промыслом за много лет до того, как там обосновались донские казаки, построившие в 1702 году свой Бахмутский городок.
Знаменитое «Булавинское восстание» началось в 1707 году с вооруженного сопротивления группы казаков верховых городков, не подчинившихся указу царя Петра I о выдаче с Дона беглых русских людей, уклонявшихся от выполнения своих сословных повинностей.
В ходе конфликта Булавин, будучи атаманом Бахмутского городка, выполнял волю войсковых властей и бунтовщиком не являлся. В 1705 году он с группой донских казаков захватил принадлежавшие изюмским казаками бахмутские солеварни, ограбил, избил и изгнал изюмцев. Изюмский наказной полковник Щуст пожаловался на Булавина в Москву. Когда позже в Бахмутский городок прибыл дьяк Алексей Горчаков с капитаном и отрядом солдат, чтобы по поручению правительства провести расследование инцидента, Булавин арестовал их, так как не получил приказа из Черкасска о содействии следствию. Приехавшие вскоре из Черкасска старшины подтвердили законность действий бахмутского атамана.
В 1707 году Булавин (на тот момент — казак Трехизянской станицы) с сообщниками разгромил в Шульгинской станице отряд полковника князя Юрия Владимировича Долгорукова, занимавшийся в городках по Северскому Донцу сыском беглых, при поддержке войскового атамана Лукьяна Максимова и старшин. Большая часть небольшого отряда князя была уничтожена, сам князь и с офицерами захвачены казаками в плен и убиты. Отсюда по предположению историка Соловьева пошло народное выражение — «хватил Кондратий», ставшее фразеологизмом. По некоторым данным, убийство полковника и разгром его отряда Булавин совершил в тайном сговоре с войсковым атаманом Л. Максимовым, желавшим ослабить вмешательство царской власти в донские дела. Вскоре восстание было подавлено войсковыми властями, после чего Булавин с немногочисленными сторонниками бежал в Запорожскую Сечь. После его возвращения на Верхний Дон весной 1708 года восстание вспыхнуло с новой, более яростной силой. К восставшим теперь присоединилась масса обычных казаков, ранее стоявших в стороне от восстания, в том числе запорожцы.
К апрелю 1708 года восстание охватило Козловский, Тамбовский, Верхнеломовский и Нижнеломовский уезды, распространилось на Слобожанщину и Левобережье и Поволжье. 5-тысячный отряд под началом самого Булавина двинулся к Черкасску и 9 апреля в сражении на реке Лисковатка (у городка Паншина) разбил 3-тысячное войско атамана Л. Максимова. После этой победы восставшие двинулись к войсковому центру — городу Черкасску. В ходе недолгой осады Черкасска Булавин взял в заложники двух старшин — братьев Поздеевых, и потребовал от осажденных выдать ему войсковую верхушку. Часть черкасских казаков, в том числе брат заложников, схватили атамана Максимова и близких к нему старшин и выдали их Булавину. После занятия булавинцами города они были казнены, их имущество разграблено, а Черкасск стал форпостом восстания. 9 мая Булавин был избран своими сторонниками войсковым атаманом, а часть его тайных сообщников, предавших Максимова, получили войсковые должности. Все это серьезно обеспокоило Петра I, который для подавления восстания отправил на Дон 35-тысячное войско во главе с майором лейб-гвардии Преображенского полка князем Василием Владимировичем Долгоруковым, братом убитого казаками Ю. В. Долгорукова.
В переписке с правительством Булавин пытался изобразить произошедшее как внутренний казачий конфликт и изображал из себя верноподданного, а тем временем строил планы широкой коалиции с запорожцами, кубанскими казаками (ахреянами) и ногайцами, пытался наладить контакт с турецким султаном для совместных действий против российского правительства. Ядро булавинцев составляли казаки, беглые солдаты и крестьяне. Повстанцы действовали в конном и пешем строю, сражались в полевых условиях, вели оборону и осаду крепостей. Внезапность и решительность нападения в сочетании с широкой поддержкой населения нередко приносили им успех.
Тем временем восстание ширилось. Соратник Булавина, атаман Игнат Некрасов, двинулся на Волгу, чтобы зажечь новый очаг восстания. Атаман Семен Драный действовал на территории Изюмского полка и южных уездов, прилегавших к Изюмской черте. Сам Булавин остался в Черкасске.

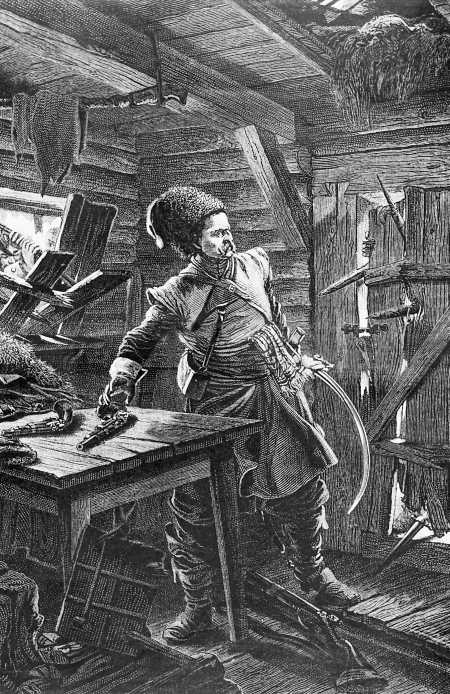
Р. Ф. Штейн. Смерть атамана донских казаков Булавина под Азовом в 1708 году.

Булавин и его атаманы рассылали по приграничным русским уездам «прелестные» (то есть прельщающие) письма с призывом постоять за казацкие права, против «изменников», а это, как считал Булавин, «бояре, да прибыльщики и немцы». Для проведения этого плана в действие необходимо было овладеть оплотом царской власти на Дону — крепостью Азов. Однако плохо подготовленный поход булавинцев на Азов провалился. При атаке крепости они попали под огонь крепостной и корабельной артиллерии, подверглись контратаке гарнизона и были вынуждены беспорядочно отступить. Сказалось отсутствие у восставших артиллерии и технических специалистов.
В ночь на 18 (7) июля 1708 года дом Булавина в Черкасске был атакован заговорщиками, решившими выдать его правительству, в противостоянии с которыми он и погиб. По официальной версии, распространявшейся новым атаманом Ильёй Зерщиковым, Булавин застрелился сам, не желая сдаваться, но в действительности он был убит. Тело Булавина, для удостоверения жителей в его смерти, отвезено в Азов и там, по отсечении головы, повешено за ногу.
После смерти Булавина восстание продолжалось. Однако на 3 этапе восстания, боевые действия велись разрозненно. В верховьях Дона действовал отряд Никиты Голого, на Волге — отряды Игната Некрасова, Сергея Беспалого, Ивана Павлова и других атаманов. Усилия И. Некрасова объединить действия повстанцев оказались безрезультатными. В начале 1709 остатки отрядов Некрасова, Павлова и Беспалого (2 тысячи казаков) ушли на Кубань.

## Память
- Его именем назван посёлок городского типа в Донецкой области и, по одной из версий, малая река, впадающая в реку Крынку. Поселок городского типа Булавинское (город Енакиево) и железнодорожная станция в Луганской области.
- В селе Трёхизбенка, ошибочно считавшейся родиной атамана, в 1998 году был установлен полноростовой бронзовый памятник (скульптор Н. Можаев).
- В 1971 году в Бахмуте установили памятник-бюст (скульптор К. Кузнецов, архитектор В. Гнездилов).
- Еще один бюст установлен в селе Булавиновка (скульптор И. Овчаренко).
- Именем Булавина названа одна из улиц города Рудного Костанайской области Казахстана.
- Имя Булавинская носит улица в городе Семилуки Воронежской области.